# 登山條

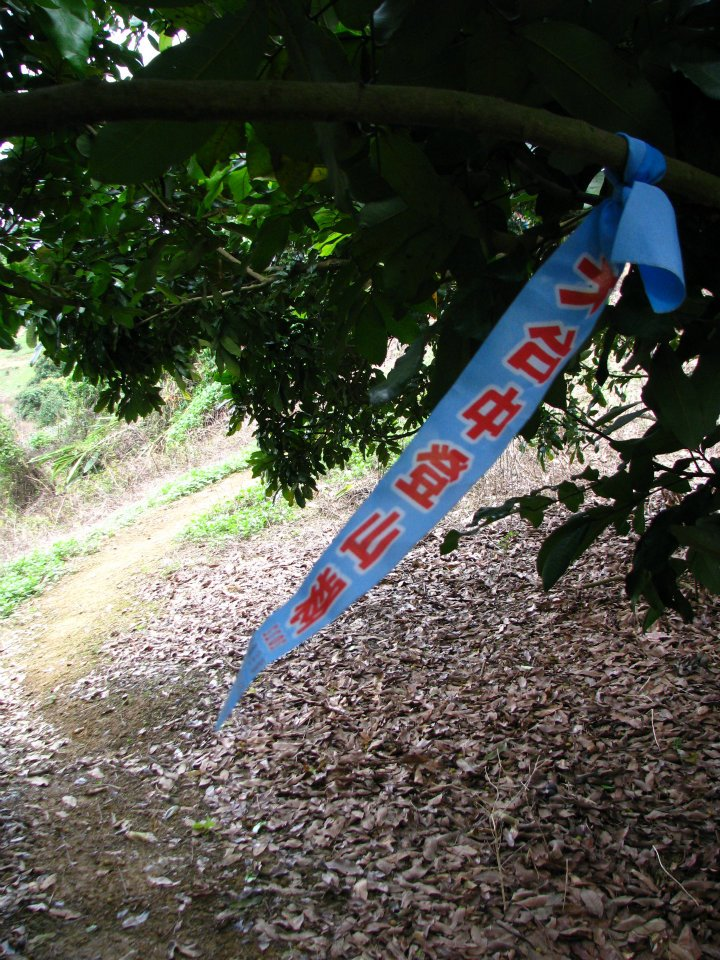
台中阿罩霧山登山路徑上的登山條

登山條是在登山或野外活動時，用來作記號的用品，一般用塑膠或布等防水的材料製成，形狀為長條狀以便於綁住物品，上通常會寫上或印上該登山團隊的名稱。
登山條通常綁在野外的樹枝或其他可以綁縛的物品上，通常佢可能選擇視線較好不易被擋住的位置，常使用登山條的地點包括登山口、叉路或路徑不明之處（如遇上竹林、農地、密集的草叢等）、休息據點以及山頂（或其他登山的目標）。
登山條的用途主要有二種，一是指引路線，在同一登山團隊前後隊伍拉開時，靠辨認本團的登山條，可以確保不致於在叉路走往不同的方向導致失散，而其他一般的登山客，也可以藉由以前登山者留下來的登山條，來找尋登山口、辨識路徑和確認叉路時行進方向等。第二個用途即是作為紀念，表示該登山隊曾登抵該處，尤以綁在山頂的登山條為然。
登山條雖有防止山友迷路的功能，但有些保育人士認為，登山條的質料通常屬於不易自然腐壞的材料，留在樹上對於生態環境會有不良影響，一些國家公園裡便禁止綁登山條，而以較清楚的路標來取代它。